# Nottingham Open 1995
Il Nottingham Open 1995 è stato un torneo di tennis giocato sull'erba. 
È stata la 9ª edizione del Nottingham Open, e faceva parte della categoria ATP World Series nell'ambito dell'ATP Tour 1995.
Si è giocato al Nottingham Tennis Centre di Nottingham in Inghilterra, dal 19 al 26 giugno 1995.

## Campioni

### Singolare
Javier Frana ha battuto in finale  Todd Woodbridge con il punteggio di 7–6(4), 6–3

### Doppio
Luke Jensen /  Murphy Jensen hanno battuto in finale  Patrick Galbraith /  Danie Visser con il punteggio di 6–2, 6–4